# Штуке
Штуке (Esocidae) је породица риба са коштаним скелетом (кошљорибе) и истовремено припада и мекоперкама. Имају витко тело и изузетно су брзе и окретне рибе које спретно хватају плен, најчешће друге ситније рибе или водоземце. Вилице су им јако извучене и снабдевене великим бројем оштрих зуба.
Живи у мирним водама канала, бара и језера. 

## Врсте
Породица штука обухвата следеће врсте:
- европска штука (Esox lucius) назива се још и северна штука и може се наћи код нас у рекама црноморског слива;
- маски (Esox masquinongy) је риба већа од европске штуке и налази се само у Северној Америци и Канади
- америчка штука (Esox americanus) се налази у источним деловима САД
- црна штука (Esox niger) насељава Тексас и Нову Шкотску
- пегава штука (Esox reichertii) живи у источном Сибиру